# Ryō Kase
Pour les articles homonymes, voir Kase (homonymie).
Ryō Kase (加瀬 亮, Kase Ryō), né le 9 novembre 1974 à Yokohama, est un acteur japonais.

## Biographie
Peu après sa naissance, la famille de Ryō Kase déménage à Washington où il passe la majeure partie de son enfance. Il fait ses études à l'université Chūō.
Ryō Kase commence sa carrière d'acteur en 2000 et interprète pour la première fois un rôle principal dans Antenna de Kazuyoshi Kumakiri. Il apparait sous la direction de réalisateurs japonais de renom comme Takeshi Kitano, Hirokazu Kore-eda ou Kiyoshi Kurosawa mais aussi internationaux comme Clint Eastwood, Gus Van Sant, Abbas Kiarostami, Hong Sang-soo ou Michel Gondry.
En 2013, il interprète le rôle de Keisuke Kinoshita dans Hajimari no michi (はじまりのみち) de Keiichi Hara, qui se définit comme un amoureux de l’œuvre de Keisuke Kinoshita, un film en hommage au réalisateur et qui relate sa relation avec sa mère Tama après sa démission de la Shōchiku à la fin de la Seconde Guerre mondiale.

## Filmographie partielle
- 2000 : Gojoe, le pont vers l'Enfer (五条霊戦記 GOJOE, Gojō reisenki GOJOE?) de Gakuryū Ishii
- 2001 : Hush! (ハッシュ！, Hasshu!?) de Ryōsuke Hashiguchi
- 2002 : When the Last Sword Is Drawn (壬生義士伝, Mibu gishi den?) de Yōjirō Takita : Shūhei Kondō
- 2003 : Jellyfish (アカルイミライ, Akarui mirai?) de Kiyoshi Kurosawa : Fuyuki Arita
- 2003 : Antenna (アンテナ, Antena?) de Kazuyoshi Kumakiri
- 2005 : About Love de Yee Chih-yen
- 2006 : Hana (花よりもなほ, Hana yori mo naho?) de Hirokazu Kore-eda
- 2006 : Rétribution (叫, Sakebi?) de Kiyoshi Kurosawa : Sagyōsen no Sen'in
- 2006 : Lettres d'Iwo Jima (Letters from Iwo Jima) de Clint Eastwood
- 2006 : Soredemo boku wa yattenai (それでもボクはやってない?) de Masayuki Suo : Teppei Kaneko
- 2008 : Tokyo! de Michel Gondry
- 2009 : A Pierrot (重力ピエロ, Jūryoku Piero?) de Jun'ichi Mori (ja) : Izumi Okuno
- 2010 : Outrage (アウトレイジ, Autoreiji?) de Takeshi Kitano
- 2011 : Restless de Gus Van Sant
- 2012 : Like Someone in Love d'Abbas Kiarostami
- 2012 : Outrage: Beyond (アウトレイジ ビヨンド, Autoreiji: Biyondo?) de Takeshi Kitano
- 2012 : Shokuzai (贖罪?) de Kiyoshi Kurosawa : Koji Takano
- 2013 : Hajimari no michi (はじまりのみち?) de Keiichi Hara : Keisuke Kinoshita
- 2014 : Hill of Freedom de Hong Sang-soo
- 2015 : Notre petite sœur (海街diary, Umimachi daiarī?) de Hirokazu Kore-eda : Minami Sakashita
- 2016 : Silence de Martin Scorsese : Juan
- 2018 : Bel Canto de Paul Weitz : Gen
- 2019 : Au bout du monde (旅のおわり世界のはじまり, Tabi no owari sekai no hajimari?) de Kiyoshi Kurosawa : Iwao
- 2020 : Minamata d'Andrew Levitas : Kiyoshi
- 2023 : Kubi (首?) de Takeshi Kitano : Oda Nobunaga